# WS-10

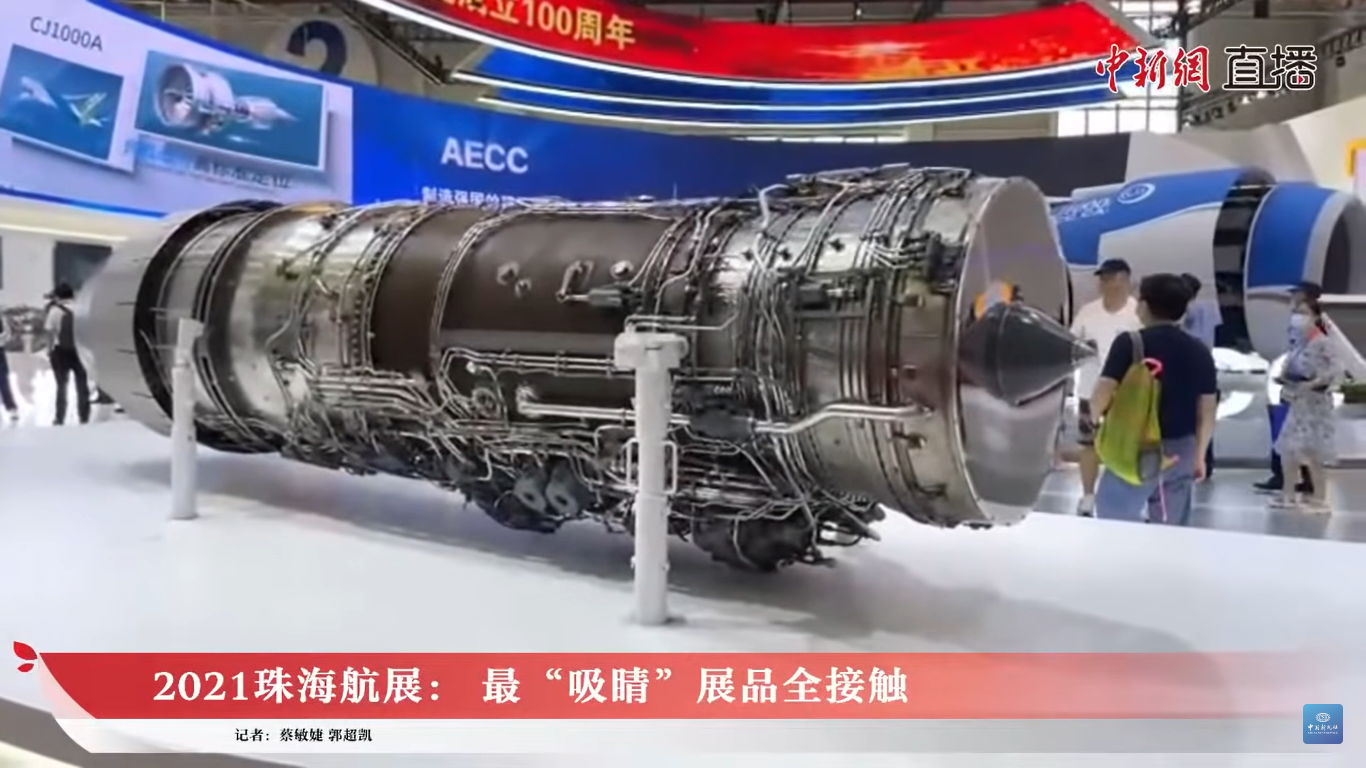

WS-10A 터보팬은 러시아 AL-31F 터보팬 엔진을 중국이 역설계 복제한 버전으로 중국 국영인 Shenyang Liming Aircraft Engine Company에서 생산하는 엔진이다.

## 성능 관련
중국 국영인 Shenyang Liming Aircraft Engine Company가 개발한 WS-10A 터보팬엔진은 엔진출력 미달과 함께 많은 문제점들로 신뢰성이 크지 못하다.  중국공군, 중국해군 모두 중앙정부에 자국산 엔진보다 신뢰성이 높은 러시아제 AL-31F계열 엔진으로 교체를 요청하고 있다. 그러나 문제는 중국이 J-15, J-16 전투기의 본격적인 생산이 시작되면 여기에 탑재할만큼 충분한 수량의 AL-31F계열 엔진을 보유하기가 쉽지 않다는데 문제가 크다. 하지만 현재는 시간과 돈을 들인 결과 문제들 대부분은 해결되었다.

## 비교
WS-10 엔진은 중국판 F-16 청두 J-10, 중국판 F-15 선양 J-11, 선양 J-15에 사용되는 엔진이다. 미국은 B-2 스텔스 폭격기에 제너럴 일렉트릭 F110을 사용하는데, F-16, F-15의 엔진이다.
- B-2, MTOW 170톤, GE F110 엔진 4개
- F-15, MTOW 35톤, GE F110 엔진 2개
- F-16, MTOW 20톤, GE F110 엔진 1개, 추력 14톤
- H-20, MTOW 200톤, WS-10 엔진 4개
- J-11, MTOW 35톤, WS-10 엔진 2개
- J-10, MTOW 20톤, WS-10 엔진 1개, 추력 14톤

## 동형 엔진 사용기체
- J-16
- 중국최초의 항공모함인 랴오닝(Liaoning)에서 운영 중인  함재형인 J-15- 현재는 자국산인 WS-10A엔진 대신 러시아 AL-31F엔진을 탑재하고 있으나 본격적인 생산이 시작되면  WS-10A엔진을 장착할 것으로 보여 진다.

## 같이 보기
- AL-31F 터보팬